# Pseudopoecilia fria
Pseudopoecilia fria és una espècie de peix de la família dels pecílids i de l'ordre dels ciprinodontiformes.

## Distribució geogràfica
Es troba a Sud-amèrica: Equador.